# Plusiotis victorina
Plusiotis victorina is een keversoort uit de familie bladsprietkevers (Scarabaeidae). De wetenschappelijke naam van de soort is voor het eerst geldig gepubliceerd in 1840 door Hope.